# منتخب نيبال لكرة القدم
منتخب نيبال لكرة القدم (بالنيبالية: नेपाल राष्ट्रिय फुटबल टीम) هو المنتخب الوطني لجمهورية نيبال.

## وصلات خارجية
- قائمة بيانات المنتخب من الموقع الرسمي للفيفا باللغة العربية